# Cataratas Russell

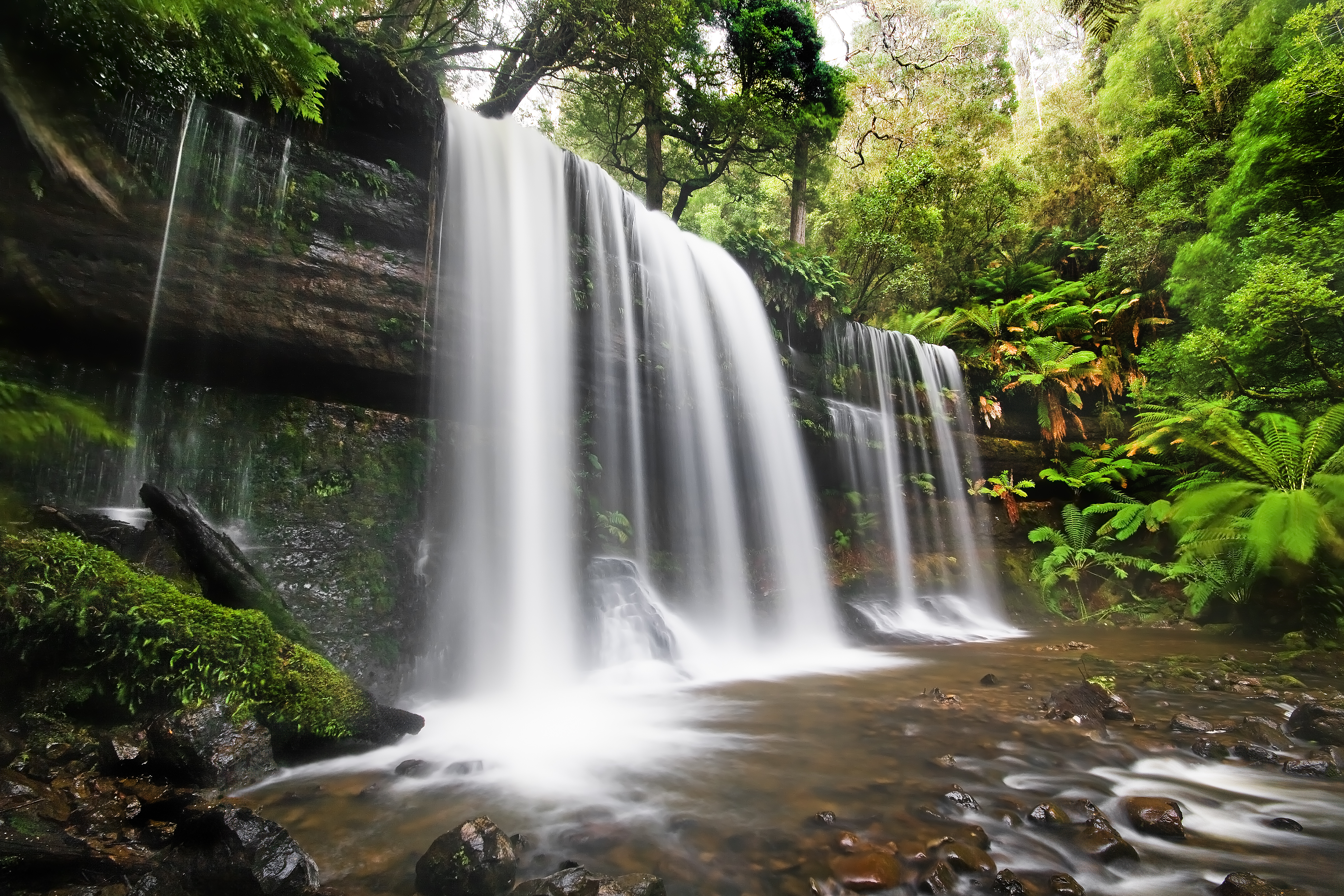
Bajo la cortina de agua de las cataratas Russell

Las cataratas Russell están localizadas en la frontera oriental del Parque Nacional del monte Field en Tasmania (Australia). Son una popular atracción turística. Se puede llegar a ellas por un camino pavimentado que es posible recorrer a pie. 

## Historia
Fueron descubiertas alrededor de 1856 e inicialmente se les llamó cataratas Browning. Después de 1884 fueron dadas a conocer como cataratas Russell, momento en el que ya eran una atracción turística popular. La Reserva Falls se estableció como zona protegida en 1885. En 1899, las cataratas Russell fueron seleccionadas como una de las ocho imágenes que se utilizarían en una serie de sellos postales pictóricos, destinados a promover la creciente industria turística en la colonia que era Tasmania en esa época.

## Características
Las cataratas Russell se encuentran a cien metros aguas abajo de Horseshoe Falls.
Los estratos de roca horizontal sobre los que corren las cataratas son limolita pérmico, y sus caras verticales se componen de una roca más resistente, arenisca. La vida vegetal que rodea la zona incluye fresnos de montaña australianos y sasafrás.